# Go! Go! Ackman
Go! Go! Ackman (ゴーゴーアックマン) est un manga d'Akira Toriyama publié au Japon dans V Jump en 1993 et édité en français en 1998 par Glénat dans Akira Toriyama Histoires Courtes volume 3.

## Synopsis
L'histoire commence lorsqu'Ackman, un petit enfant démoniaque âgé de 200 ans, se réveille après avoir dormi pendant cinquante ans. Les membres de sa famille lui expliquent alors qu'ils ont pour mission de tuer les gens et de vendre leur âme au diable pour gagner des Yens, l'argent de l'époque. Ces aventures sont parues dans les histoires courtes (volume 3) d'Akira Toriyama.

## Analyse
Les aventures d'Ackman débutent en juillet 1993 dans V Jump, un magazine consacré aux jeux vidéo et s'arrête en octobre 1994. L'ambiance est féroce et très cartoon. Les dessins laissent pressentir l'adaptation en jeu vidéo qui se fera en décembre 1994. Le manga est constitué de onze chapitres, chacun comportant cinq pages. Lors de la publication dans V Jump, certaines pages étaient en couleur. Le héros Ackman ressemble physiquement à Trunks (un personnage de Dragon Ball) mais sans nez, tandis que son ennemi Tenshi ressemble à Krilin avec des cheveux ou Mashirito.

## Adaptations
Ce manga a été adapté en une série de trois jeux de plates-formes sur Super Nintendo, le gameplay étant similaire à celui des jeux de Mario ou encore Megaman, ainsi qu'un jeu Game Boy de type Pac-Man.
- Go Go Ackman (1994, Banpresto)[1]
- Go Go Ackman 2 (1995, Banpresto)[2]
- Go Go Ackman 3 (1995, Banpresto)[3]
- Go Go Ackman (1995, Banpresto)[4]

Il existe aussi un anime qui a été présenté au Japon au V Jump Festival en juillet 1994.
- Go! Go! Ackman (1994, Takahiro Imamura)[5]